# Fredrik Samuelsson
Fredrik Samuelsson (* 16. Februar 1995 in Hässelby-Vällingby, Stockholm) ist ein schwedischer Leichtathlet, der im Zehnkampf antritt.

## Leben
Fredrik Samuelsson stammt aus einem sportlichen Elternhaus. Sein Vater war, wie er, Zehnkämpfer, seine Mutter trat im Hürdenlauf an. Er hat einen jüngeren Bruder und eine jüngere Schwester. Von seinem Vater wird er auch heute noch, zusammen mit Yannick Tregaro, trainiert. Fredrik begann als Sechsjähriger mit dem Fußball beim Hässelby SK in seiner Heimatstadt. Kurz darauf fing er auch mit der Leichtathletik an, zunächst im ehemaligen Verein seiner Mutter, Sundbybergs IK. Mit acht wechselte er dann auch für die Leichtathletik zu seinen Heimatverein, für den er bis heute antritt. In der Anfangsphase seiner sportlichen Laufbahn, lag der Fokus zunächst allerdings noch einige Zeit auf dem Fußball, wo er in der Jugend sehr erfolgreich war. Erst 2011 entschied er, sich komplett auf die Leichtathletik zu konzentrieren.

## Sportliche Laufbahn

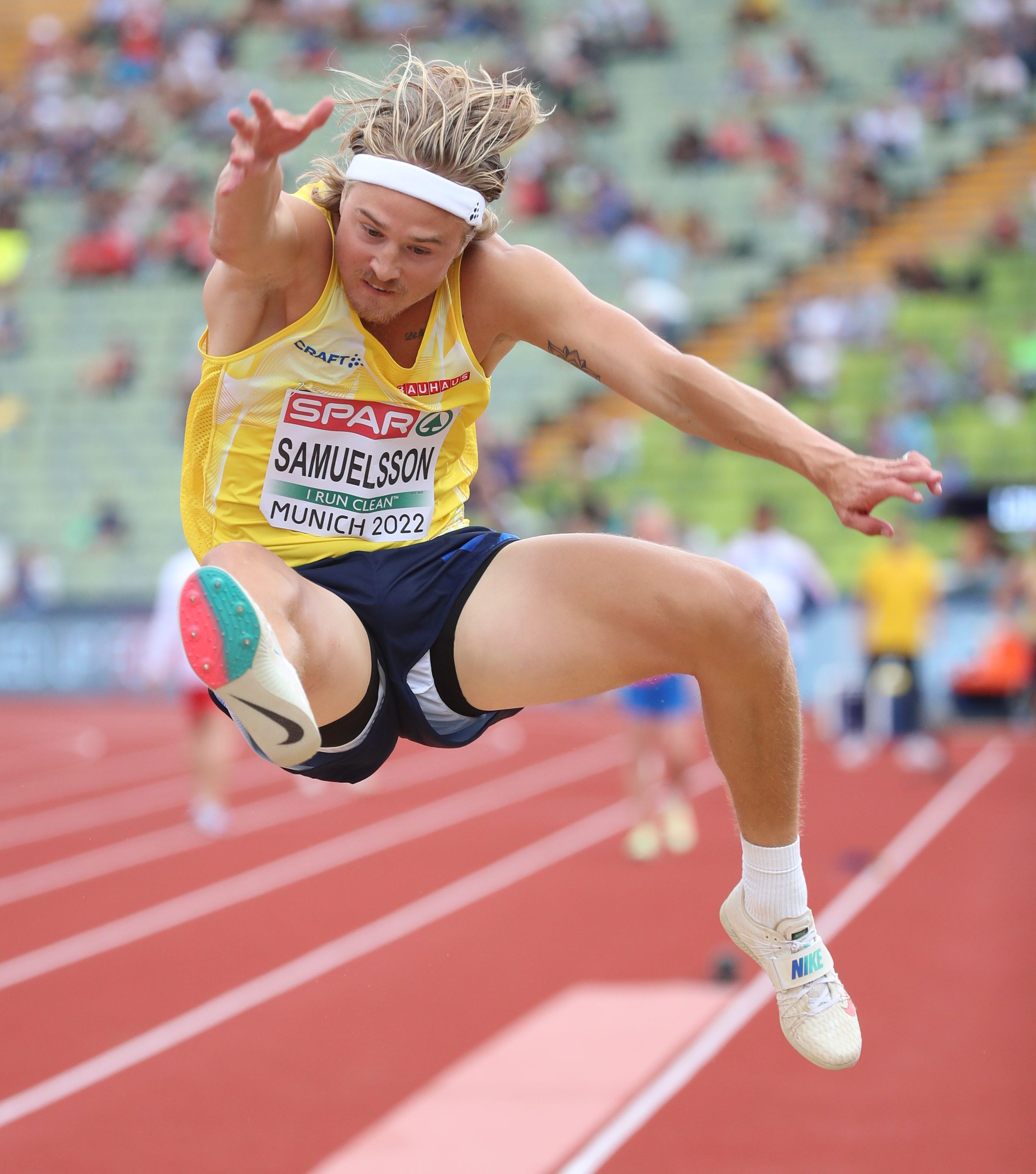
Samuelsson bei den European Championships 2022 in München

2011 trat er in der Altersklasse U18 bei den Nordischen Meisterschaften im finnischen Sipoo im Zehnkampf an, den er auf dem siebten Platz beendete. Dies stellte seinen ersten Leichtathletik-Wettkampf überhaupt dar. 2013 gewann er die Silbermedaille im Siebenkampf bei den schwedischen U20-Hallenmeisterschaften. Im Sommer trat er im Zehnkampf bei den U20-Europameisterschaften in Rieti an, bei denen er mit 7542 Punkten den siebten Platz belegte. 2014 trat er dann bei den U20-Weltmeisterschaften in Eugene an, bei denen er den 12. Platz belegte. Im September wurde er schwedischer U20-Meister. Im Frühjahr 2015 gewann Samuelsson zunächst Silber im Siebenkampf bei den schwedischen Hallenmeisterschaften. Anschließend trat er bei den U23-Europameisterschaften in Tallinn an. Dort belegte er mit 7884 Punkten den fünften Platz. Im September wurde er erstmals schwedischer Meister im Zehnkampf.
2016 nahm er bei den Europameisterschaften in Amsterdam erstmals an internationalen Meisterschaften bei den Erwachsenen teil. Mit seiner Saisonbestleistung von 7875 Punkten belegte er dabei den zehnten Platz. 2017 trat er bei den Halleneuropameisterschaften in Belgrad an, bei denen er den fünften Platz belegte. Im Juli ging er bei den U23-Europameisterschaften in Bydgoszcz an den Start. Zuvor hatte er im Mai beim Mehrkampfmeeting in Götzis erstmals die 8000-Punktemarke übertroffen. Dies gelang ihm bei den Europameisterschaften erneut, womit er die Silbermedaille gewann. Die 8172 Punkte aus Götzis stehen bis heute als seine Bestleistung zu Buche. Bei Saisonhöhepunkt, den Weltmeisterschaften in London, konnte er den Wettkampf nicht beenden und musste nach der vierten Disziplin, dem Hochsprung, aufgeben. 2018 belegte er bei den Europameisterschaften in Berlin den neunten Platz.
2019 trat Samuelsson zunächst bei den Halleneuropameisterschaften in Glasgow. Nach neuen Bestleistungen in zwei Disziplinen am ersten Tag konnte er mit 6125 Punkten eine persönliche Bestleistung im Siebenkampf nach dem zweiten Tag aufstellen, mit denen er den vierten Platz belegte. Im Oktober ging er bei den Weltmeisterschaften in Doha an den Start. Mit 7860 Punkten landete er im Ziel auf dem 15. Platz. 2022 belegte er bei den Europameisterschaften in München den 13. Platz.

## Wichtige Wettbewerbe
| Jahr                 | Veranstaltung               | Ort                  | Platz                | Disziplin            | Punktzahl            |
| Startet für Schweden | Startet für Schweden        | Startet für Schweden | Startet für Schweden | Startet für Schweden | Startet für Schweden |
| -------------------- | --------------------------- | -------------------- | -------------------- | -------------------- | -------------------- |
| 2013                 | U20-Europameisterschaften   | Rieti                | 7.                   | Zehnkampf            | 7542 Punkte          |
| 2014                 | U20-Weltmeisterschaften     | Eugene               | 12.                  | Zehnkampf            | 7513 Punkten         |
| 2015                 | U23-Europameisterschaften   | Tallinn              | 5.                   | Zehnkampf            | 7884 Punkte          |
| 2016                 | Europameisterschaften       | Amsterdam            | 10.                  | Zehnkampf            | 7875 Punkte          |
| 2017                 | Halleneuropameisterschaften | Belgrad              | 5.                   | Siebenkampf          | 6015 Punkte          |
| 2017                 | U23-Europameisterschaften   | Bydgoszcz            | 2.                   | Zehnkampf            | 8010 Punkte          |
| 2017                 | Weltmeisterschaften         | London               |                      | Zehnkampf            | DNF                  |
| 2018                 | Europameisterschaften       | Berlin               | 9.                   | Zehnkampf            | 8005 Punkte          |
| 2019                 | Halleneuropameisterschaften | Glasgow              | 4.                   | Siebenkampf          | 6125 Punkte          |
| 2019                 | Weltmeisterschaften         | Doha                 | 15.                  | Zehnkampf            | 7860 Punkte          |
| 2022                 | Europameisterschaften       | München              | 13.                  | Zehnkampf            | 7757 Punkte          |

## Persönliche Bestleistungen
Freiluft
- 100 Meter: 10,81 s, 27. Mai 2017, Götzis
- Weitsprung: 7,81 m, 11. Juli 2015, Tallinn
- Kugelstoßen: 14,93 m, 17. August 2019, Falun
- Hochsprung: 2,08 m, 7. August 2018, Berlin
- 400 m: 48,99 s, 15. Juli 2017, Bydgoszcz
- 110 m Hürden: 14,10 s, 28. Mai 2017, Götzis
- Diskuswurf: 46,01 m, 18. April 2021, Göteborg
- Stabhochsprung: 5,00 m, 28. Mai 2017, Götzis
- Speerwurf: 65,00 m, 30. Mai 2021, Götzis
- 1500 m: 4:33,99 min, 26. Mai 2019, Götzis
- Zehnkampf: 8178 Punkte, 28. Mai 2023, Götzis

Halle
- 60 m: 7,05 s, 12. Januar 2019, Säter
- Weitsprung: 7,66 m, 2. März 2019, Glasgow
- Kugelstoßen: 14,80 m, 13. Februar 2021, Växjö
- Hochsprung: 2,08 m, 10. Februar 2018, Norrköping
- 60 m Hürden: 8,05 s, 19. Februar 2023, Malmö
- Stabhochsprung: 5,00 m, 5. März 2017, Belgrad
- 1000 m: 2:42,97 min, 5. März 2017, Belgrad
- Siebenkampf: 6125 Punkte, 3. März 2019, Glasgow